# Slinger (Wisconsin)
Slinger es una villa ubicada en el condado de Washington en el estado estadounidense de Wisconsin. En el Censo de 2010 tenía una población de 5.068 habitantes y una densidad poblacional de 368,3 personas por km².

## Geografía
Slinger se encuentra ubicada en las coordenadas 43°20′7″N 88°16′35″O / 43.33528, -88.27639. Según la Oficina del Censo de los Estados Unidos, Slinger tiene una superficie total de 13.76 km², de la cual 13.7 km² corresponden a tierra firme y (0.43%) 0.06 km² es agua.

## Demografía
Según el censo de 2010, había 5.068 personas residiendo en Slinger. La densidad de población era de 368,3 hab./km². De los 5.068 habitantes, Slinger estaba compuesto por el 97.22% blancos, el 0.49% eran afroamericanos, el 0.22% eran amerindios, el 0.63% eran asiáticos, el 0.04% eran isleños del Pacífico, el 0.34% eran de otras razas y el 1.07% pertenecían a dos o más razas. Del total de la población el 2.29% eran hispanos o latinos de cualquier raza.